# Trouble musculo-squelettique (maladie professionnelle)
Pour les articles homonymes, voir TMS.
Cet article décrit les critères administratifs pour qu'une affection entrant dans le cadre des troubles musculosquelettiques soit reconnue comme maladie professionnelle en France. Il s'agit d'une description davantage juridique que médicale. Pour la description clinique de la maladie se reporter à l'article suivant :

## Législation enFrance

### Régime général

#### Tableau en vigueur
| Fiche maladie professionnelle | Fiche maladie professionnelle | Fiche maladie professionnelle |
| Ce tableau définit les critères à prendre en compte pour qu'une affection périarticulaire soit prise en charge au titre de la maladie professionnelle | Ce tableau définit les critères à prendre en compte pour qu'une affection périarticulaire soit prise en charge au titre de la maladie professionnelle | Ce tableau définit les critères à prendre en compte pour qu'une affection périarticulaire soit prise en charge au titre de la maladie professionnelle |
| Régime général Tableau 57. Date de création : 9 novembre 1972 Dernière mise à jour : 19 octobre 2011 (décret 2011-1315 du 17 octobre 2011)            | Régime général Tableau 57. Date de création : 9 novembre 1972 Dernière mise à jour : 19 octobre 2011 (décret 2011-1315 du 17 octobre 2011)            | Régime général Tableau 57. Date de création : 9 novembre 1972 Dernière mise à jour : 19 octobre 2011 (décret 2011-1315 du 17 octobre 2011) |
| Tableau N° 57 RG | Tableau N° 57 RG | Tableau N° 57 RG |
| Affections périarticulaires provoquées par certains gestes et postures de travail                                                                     | Affections périarticulaires provoquées par certains gestes et postures de travail                                                                     | Affections périarticulaires provoquées par certains gestes et postures de travail |
| --- | --- | --- |
| Désignation des Maladies | Délai de prise en charge | Liste limitative des principaux travaux susceptibles de provoquer ces maladies |
| - A - Épaule | | |
| Tendinopathie aiguë non rompue non calcifiante avec ou sans enthésopathie de la coiffe des rotateurs.                                                 | 30 jours | Travaux comportant des mouvements ou le maintien de l'épaule sans soutien en abduction (**) avec un angle supérieur ou égal à 60° pendant au moins 3 h 30 par jour en cumulé.                                                                                                   |
| Tendinopathie chronique non rompue non calcifiante avec ou sans enthésopathie de la coiffe des rotateurs objectivée par IRM (*).                      | 6 mois (sous réserve d'une durée d'exposition de 6 mois)                                                                                              | Travaux comportant des mouvements ou le maintien de l'épaule sans soutien en abduction (**) : - avec un angle supérieur ou égal à 60° pendant au moins deux heures par jour en cumulé ou - avec un angle supérieur ou égal à 90° pendant au moins une heure par jour en cumulé. |
| Rupture partielle ou transfixiante de la coiffe des rotateurs objectivée par IRM (*).                                                                 | 1 an (sous réserve d'une durée d'exposition d'un an)                                                                                                  | Travaux comportant des mouvements ou le maintien de l'épaule sans soutien en abduction (**) : - avec un angle supérieur ou égal à 60° pendant au moins deux heures par jour en cumulé ou - avec un angle supérieur ou égal à 90° pendant au moins une heure par jour en cumulé. |
| (*) Ou un arthroscanner en cas de contre-indication à l'IRM.                                                                                          | | (**) Les mouvements en abduction correspondent aux mouvements entraînant un décollement des bras par rapport au corps. |
| - B - Coude | | |
| Epicondylite | 7 jours | Travaux comportant habituellement des mouvements répétés de préhension ou d'extension de la main sur l'avant-bras ou des mouvements de supination et pronosupination. |
| Epitrochléite | 7 jours | Travaux comportant habituellement des mouvements répétés d'adduction ou de flexion et pronation de la main et du poignet ou des mouvements de supination et pronosupination. |
| Hygromas | | |
| - hygroma aigu des bourses séreuses ou atteinte inflammatoire des tissus sous-cutanés des zones d'appui du coude ;                                    | 7 jours | Travaux comportant habituellement un appui prolongé sur la face postérieure du coude. |
| - hygroma chronique des bourses séreuses. | 90 jours | Travaux comportant habituellement un appui prolongé sur la face postérieure du coude. |
| Syndrome de la gouttière épitrochléo-olécrânienne (compression du nerf cubital).                                                                      | 90 jours | Travaux comportant habituellement un appui prolongé sur la face postérieure du coude. |
| - C - Poignet - Main et doigt | | |
| Tendinite | 7 jours | Travaux comportant de façon habituelle des mouvements répétés ou prolongés des tendons fléchisseurs ou extenseurs de la main et des doigts. |
| Ténosynovite | 7 jours | |
| Syndrome du canal carpien | 30 jours | Travaux comportant de façon habituelle, soit des mouvements répétés ou prolongés d'extension du poignet ou de préhension de la main, soit un appui carpien, soit une pression prolongée ou répétée sur le talon de la main.                                                     |
| Syndrome de la loge de Guyon | 30 jours | |
| - D - Genou | | |
| Syndrome de compression du nerf sciatique poplité externe.                                                                                            | 7 jours | Travaux comportant de manière habituelle une position accroupie prolongée. |
| Hygromas | | |
| - hygroma aigu des bourses séreuses ou atteinte inflammatoire des tissus sous-cutanés des zones d'appui du genou ;                                    | 7 jours | Travaux comportant de manière habituelle un appui prolongé sur le genou. |
| - hygroma chronique des bourses séreuses. | 90 jours | Travaux comportant de manière habituelle un appui prolongé sur le genou. |
| Tendinite sous-quadricipitale ou rotulienne. | 7 jours | Travaux comportant de manière habituelle des mouvements répétés d'extension ou de flexion prolongées du genou. |
| Tendinite de la patte d'oie. | 7 jours | Travaux comportant de manière habituelle des mouvements répétés d'extension ou de flexion prolongées du genou. |
| - E - Cheville | | |
| Tendinite achilléenne | 7 jours | Travaux comportant de manière habituelle des efforts pratiqués en station prolongée sur la pointe des pieds. |

#### Version antérieure du tableau (caduque)
| Fiche maladie professionnelle | Fiche maladie professionnelle | Fiche maladie professionnelle |
| Ce tableau définit les critères à prendre en compte pour qu'une affection périarticulaire soit prise en charge au titre de la maladie professionnelle | Ce tableau définit les critères à prendre en compte pour qu'une affection périarticulaire soit prise en charge au titre de la maladie professionnelle | Ce tableau définit les critères à prendre en compte pour qu'une affection périarticulaire soit prise en charge au titre de la maladie professionnelle                                                                       |
| 'Régime général Tableau 57 Date de création : 9 novembre 1972 Date de mise à jour : 7 septembre 1991                                                  | 'Régime général Tableau 57 Date de création : 9 novembre 1972 Date de mise à jour : 7 septembre 1991                                                  | 'Régime général Tableau 57 Date de création : 9 novembre 1972 Date de mise à jour : 7 septembre 1991 |
| Tableau N° 57 RG | Tableau N° 57 RG | Tableau N° 57 RG |
| Affections périarticulaires provoquées par certains gestes et postures de travail                                                                     | Affections périarticulaires provoquées par certains gestes et postures de travail                                                                     | Affections périarticulaires provoquées par certains gestes et postures de travail |
| --- | --- | --- |
| Désignation des Maladies | Délai de prise en charge | Liste indicative des principaux travaux susceptibles de provoquer ces maladies |
| - A - Épaule | | |
| * Épaule douloureuse simple (tendinopathie de la coiffe des rotateurs).                                                                               | 7 jours | Travaux comportant habituellement des mouvements répétés ou forcés de l'épaule. |
| * Épaule enraidie succédant à une épaule douloureuse simple rebelle                                                                                   | 90 jours | Travaux comportant habituellement des mouvements répétés ou forcés de l'épaule |
| - B - Coude | | |
| * Épicondylite | 7 jours | Travaux comportant habituellement des mouvements répétés de préhension ou d'extension de la main sur l'avant-bras ou des mouvements de supination et pronosupination.                                                       |
| * Épitrochléite | 7 jours | Travaux comportant habituellement des mouvements répétés d'adduction ou de flexion et pronation de la main et du poignet ou des mouvements de supination et pronosupination.                                                |
| Hygromas : | | |
| * hygroma aigu des bourses séreuses ou atteinte inflammatoire des tissus sous-cutanés des zones d'appui du coude ;                                    | 7 jours | Travaux comportant habituellement un appui prolongé sur la face postérieure du coude |
| * hygroma chronique des bourses séreuses. | 90 jours | Travaux comportant habituellement un appui prolongé sur la face postérieure du coude. |
| * Syndrome de la gouttière épitrochléo-olécrânienne (compression du nerf cubital).                                                                    | 90 jours | Travaux comportant habituellement un appui prolongé sur la face postérieure du coude. |
| - C - Poignet main et doigt | | |
| * Tendinite Ténosynovite | 7 jours | Travaux comportant de façon habituelle des mouvements répétés ou prolongés des tendons fléchisseurs ou extenseurs de la main et des doigts.                                                                                 |
| - Syndrome du canal carpien - Syndrome de la loge de Guyon                                                                                            | 30 jours | Travaux comportant de façon habituelle, soit des mouvements répétés ou prolongés d'extension du poignet ou de préhension de la main, soit un appui carpien, soit une pression prolongée ou répétée sur le talon de la main. |
| - D - Genou | | |
| * Syndrome de compression du nerf sciatique poplité externe.                                                                                          | 7 jours | Travaux comportant de manière habituelle une position accroupie prolongée. |
| Hygromas : | | |
| * hygroma aigu des bourses séreuses ou atteinte inflammatoire des tissus sous-cutanés des zones d'appui du genou                                      | 7 jours | Travaux comportant de manière habituelle un appui prolongé sur le genou |
| * hygroma chronique des bourses séreuses. | 90 jours | Travaux comportant de manière habituelle un appui prolongé sur le genou. |
| * Tendinite sous-quadricipitale ou rotulienne | 7 jours | Travaux comportant de manière habituelle des mouvements répétés d'extension ou de flexion prolongées du genou. |
| * Tendinite de la patte d'oie. | 7 jours | Travaux comportant de manière habituelle des mouvements répétés d'extension ou de flexion prolongées du genou. |
| - E - Cheville et pied | | |
| * Tendinite achilléenne | 7 jours | Travaux comportant de manière habituelle des efforts pratiqués en station prolongée sur la pointe des pieds. |
| Date de mise à jour : 7 septembre 1991 | | |

### Régime agricole
| Fiche Maladie professionnelle | Fiche Maladie professionnelle | Fiche Maladie professionnelle |
| Ce tableau définit les critères à prendre en compte pour qu'une affection périarticulaire soit prise en charge au titre de la maladie professionnelle | Ce tableau définit les critères à prendre en compte pour qu'une affection périarticulaire soit prise en charge au titre de la maladie professionnelle | Ce tableau définit les critères à prendre en compte pour qu'une affection périarticulaire soit prise en charge au titre de la maladie professionnelle                                                                       |
| Régime Agricole Date de création : 15 janvier 1976 Date de mise à jour : 21 août 1993[réf. nécessaire]                                                | Régime Agricole Date de création : 15 janvier 1976 Date de mise à jour : 21 août 1993[réf. nécessaire]                                                | Régime Agricole Date de création : 15 janvier 1976 Date de mise à jour : 21 août 1993[réf. nécessaire] |
| Tableau N° 39 RA | Tableau N° 39 RA | Tableau N° 39 RA |
| Affections périarticulaires provoquées par certains gestes et postures de travail                                                                     | Affections périarticulaires provoquées par certains gestes et postures de travail                                                                     | Affections périarticulaires provoquées par certains gestes et postures de travail |
| --- | --- | --- |
| Désignation des Maladies | Délai de prise en charge | Liste indicative des principaux travaux susceptibles de provoquer ces maladies |
| - A - Épaule | | |
| * Épaule douloureuse simple (tendinopathie de la coiffe des rotateurs).                                                                               | 7 jours | Travaux comportant habituellement des mouvements répétés ou forcés de l'épaule. |
| * Épaule enraidie succédant à une épaule douloureuse simple rebelle                                                                                   | 90 jours | Travaux comportant habituellement des mouvements répétés ou forcés de l'épaule |
| - B - Coude | | |
| * Épicondylite | 7 jours | Travaux comportant habituellement des mouvements répétés de préhension ou d'extension de la main sur l'avant-bras ou des mouvements de supination et pronosupination.                                                       |
| - Épitrochléite | 7 jours | Travaux comportant habituellement des mouvements répétés d'adduction ou de flexion et pronation de la main et du poignet ou des mouvements de supination et pronosupination.                                                |
| Hygromas : | | |
| * hygroma aigu des bourses séreuses ou atteinte inflammatoire des tissus sous-cutanés des zones d'appui du coude ;                                    | 7 jours | Travaux comportant habituellement un appui prolongé sur la face postérieure du coude |
| * hygroma chronique des bourses séreuses. | 90 jours | Travaux comportant habituellement un appui prolongé sur la face postérieure du coude. |
| * Syndrome de la gouttière épitrochléo-olécrânienne (compression du nerf cubital).                                                                    | 90 jours | Travaux comportant habituellement un appui prolongé sur la face postérieure du coude. |
| - C - Poignet main et doigt | | |
| * Tendinite Ténosynovite | 7 jours | Travaux comportant de façon habituelle des mouvements répétés ou prolongés des tendons fléchisseurs ou extenseurs de la main et des doigts.                                                                                 |
| * Syndrome du canal carpien - Syndrome de la loge de Guyon                                                                                            | 30 jours | Travaux comportant de façon habituelle, soit des mouvements répétés ou prolongés d'extension du poignet ou de préhension de la main, soit un appui carpien, soit une pression prolongée ou répétée sur le talon de la main. |
| - D - Genou | | |
| * Syndrome de compression du nerf sciatique poplité externe.                                                                                          | 7 jours | Travaux comportant de manière habituelle une position accroupie prolongée. |
| Hygromas : | | |
| * hygroma aigu des bourses séreuses ou atteinte inflammatoire des tissus sous-cutanés des zones d'appui du genou                                      | 7 jours | Travaux comportant de manière habituelle un appui prolongé sur le genou |
| * hygroma chronique des bourses séreuses. | 90 jours | Travaux comportant de manière habituelle un appui prolongé sur le genou. |
| *Tendinite sous-quadricipitale ou rotulienne | 7 jours | Travaux comportant de manière habituelle des mouvements répétés d'extension ou de flexion prolongées du genou. |
| * Tendinite de la patte d'oie. | 7 jours | Travaux comportant de manière habituelle des mouvements répétés d'extension ou de flexion prolongées du genou. |
| - E - cheville et pied | | |
| * Tendinite achilléenne | 7 jours | Travaux comportant de manière habituelle des efforts pratiqués en station prolongée sur la pointe des pieds. |
| Date de mise à jour : 21 août 1993 | | |

### Données professionnelles
Sont concernées toutes les professions dont l'activité comporte des gestes répétitifs. 

### Données médicales

#### Liste des pathologies concernées
- Pour le poignet, la main et les doigts:
  - Tendinite
  - Ténosynovite
  - Syndrome du canal carpien
  - Syndrome de DeQuervain
  - Syndrome de la loge de Guyon

- Pour le coude:
  - Épicondylite
  - Épitrochléite
  - Hygroma

- Pour l'épaule:
  - Tendinopathie de la coiffe des rotateurs